# Eymet

Eymet este o comună în departamentul Dordogne din sud-vestul Franței. În 2009 avea o populație de 2.563 de locuitori.

## Evoluția populației
| An        | 1975  | 1982  | 1990  | 1999  | 2006  | 2009  |
| --------- | ----- | ----- | ----- | ----- | ----- | ----- |
| Populație | 2.927 | 2.880 | 2.769 | 2.552 | 2.541 | 2.563 |